# Andreas Düben
Andreas Düben est un compositeur, musicien, organiste et maître de chapelle saxon, né à Leipzig ou Wurzen vers 1597 et mort à Stockholm le 7 juillet 1662.

## Biographie
Son père, également nommé Andreas Düben (1558–1625), est organiste de la Thomaskirche à Leipzig en lointain prédécesseur de Johann Sebastian Bach.
Il se forme de 1614 à 1620 à Amsterdam auprès de Jan Pieterszoon Sweelinck et obtint le poste d'organiste de la cour royale à Stockholm un an après son installation en Suède en 1624. Il demeura sa vie durant dans cette ville, et fut aussi par la suite organiste de l'église allemande Saint-Gertrude et maître de chapelle de la cour.

## Œuvres
Parmi les rares ouvrages de sa composition qui ont été conservés il y a des motets, un Miserere ainsi que quelques pièces d'orgue dans lesquelles son apprentissage auprès de Sweelinck transparaît de façon évidente.